# Matuzalém
Francelino da Silva Matuzalém, noto anche come Matuzalém (Natal, 10 giugno 1980), è un allenatore di calcio ed ex calciatore brasiliano, di ruolo centrocampista.

## Caratteristiche tecniche
Soprannominato Il Professore per le sue doti di playmaker in mezzo al campo, è un centrocampista mancino che nel corso degli anni si è trasformato da mediano a regista con propensione offensiva.

## Carriera

### Club

#### Gli esordi
Da professionista, dopo due anni con la maglia del Vitoria Bahia ed una breve parentesi con la maglia del Bellinzona, viene acquistato dal Parma che lo gira subito con la formula della comproprietà al Napoli. Rimane sotto il Vesuvio per due stagioni, nelle quali si disciplina tatticamente e caratterialmente e conquista la promozione in Serie A nel 2000. Al termine del campionato successivo viene riscattato dal Parma, che lo gira sempre in comproprietà al Piacenza, dove esordisce come primo calciatore straniero nella storia del club biancorosso. Contribuisce con 28 presenze e 3 reti alla salvezza della squadra all'epoca allenata da Walter Novellino (già suo allenatore al Napoli).
La stagione successiva approda dal Parma al Brescia. Rimane agli ordini di Carlo Mazzone per due stagioni, conquistando altrettante salvezze e siglando due reti nell'ultima partita della carriera di Roberto Baggio, contro il Milan.

#### Le stagioni in Ucraina e Spagna
Nel 2004 il Brescia lo cede alla formazione ucraina dello Šachtar Donec'k per una cifra di 14 milioni di euro: con la formazione allenata da Mircea Lucescu ha vinto nel 2005 e nel 2006 il campionato ucraino, vestendone anche la fascia di capitano. Tra i vari gol segnati con la squadra arancio-nera si segnala quello realizzato contro il Siviglia il 15 marzo 2007 in Coppa UEFA. Matuzalém si esibì nel cosiddetto "colpo dello scorpione": calciò il pallone con la suola del piede sinistro tuffandosi in avanti.
Nel luglio 2007, attraverso il cosiddetto "articolo 17" che lo rende contrattualmente libero, diventa un calciatore della squadra spagnola del Real Saragozza. Con gli spagnoli colleziona solamente 14 presenze ed una rete a causa di un infortunio, ma il suo apporto non serve ad evitare la retrocessione della squadra.

#### Il ritorno in Italia
Il 18 luglio 2008 viene ufficializzato il suo trasferimento alla Lazio in prestito per 800 000 euro, con diritto di riscatto dell'intero cartellino per 7,5 milioni di euro. Esordisce in campionato con la maglia della Lazio il 31 agosto a Cagliari, ma già a partire dalla sua prima stagione in biancoceleste il suo rendimento viene condizionato da problemi fisici, che limitano a 32 le sue presenze nelle prime due stagioni.
Il 19 maggio 2009 il Tribunale Sportivo di Losanna accoglie il ricorso formulato dallo Shakhtar riguardo al trasferimento di Matuzalém al Real Saragozza. Il club spagnolo e il giocatore brasiliano vengono condannati al pagamento in solido di circa 12 milioni di euro a beneficio della squadra ucraina.
Il 9 luglio 2009 viene riscattato dalla società capitolina. L'8 agosto 2009, nella finale di Supercoppa italiana contro l'Inter, segna la rete del momentaneo 1-0 con un fortuito rimpallo; la partita finirà 2-1 per la Lazio. Il 18 ottobre 2009 torna al gol anche in Serie A (Lazio-Sampdoria 1-1).
Nel ritiro estivo di Auronzo di Cadore 2012 il centrocampista brasiliano si presenta con cinque giorni di ritardo, con la società biancoceleste che decide di metterlo fuori rosa.

#### Genoa
All'inizio della sessione invernale di calciomercato viene ceduto al Genoa con la formula del prestito oneroso con diritto di riscatto. Fa il suo esordio stagionale e con la maglia dei Grifoni 6 gennaio 2013, nella vittoria interna sul Bologna (2-0). Il 3 febbraio 2013 durante la partita contro la Lazio un suo intervento provoca la riacutizzazione di un vecchio infortunio a Cristian Brocchi, che chiude così la sua carriera sportiva. Realizza il suo primo gol con la maglia genoana il 14 aprile successivo, nel derby contro la Sampdoria; tra l'altro al 15' della seguente partita si è reso autore di un brutto fallo con cui ha causato un grave infortunio a Nenad Krstičić. Nel mese di luglio viene riscattato dalla società ligure per una cifra di circa 1,5 milioni di euro.
Il campionato successivo esordisce alla seconda giornata, in occasione della sconfitta casalinga per 2-5 contro la Fiorentina. A causa di un brutto infortunio rimediato in occasione della trasferta contro il Parma, chiude la stagione con solo 21 presenze e 0 gol.
Il 1º luglio 2014 rescinde il contratto con il Genoa.

#### Bologna e Verona
Il 4 luglio 2014 firma un contratto annuale con il Bologna, club appena retrocesso in Serie B. A fine stagione il Bologna vince i playoff e ottiene la promozione in Serie A, e Matuzalem risulterà uno dei trascinatori della squadra. Con 35 partite giocate (più le 4 dei playoff), mette a segno il record personale di presenze in una stagione e si piazza 3º nella Top 15 dei centrocampisti di Serie B secondo una classifica stilata dalla Lega Serie B. Ha giocato inoltre le ultime partite da capitano, ruolo cedutogli da Archimede Morleo, per via delle ottime qualità da condottiero di Francelino.

Il 18 settembre 2015 passa a parametro zero al Verona, sottoscrivendo un contratto annuale. L'8 gennaio 2016 risolve consensualmente il contratto con il club veneto.

#### Miami FC e ritorno in Italia
Il 20 gennaio 2016 viene ufficializzato il suo ingaggio da parte del Miami FC.
Dopo l'esperienza statunitense, nel dicembre del 2016 viene ingaggiato dal Monterosi, squadra laziale che militava nella Serie D girone G. 
Si congeda dal calcio giocato a giugno 2018, per dedicarsi alla carriera da allenatore. Il 27 settembre ottiene così la qualifica UEFA A che abilita all'allenamento di tutte le formazioni giovanili e delle prime squadre fino alla Serie C, e alla posizione di allenatore in seconda in Serie B e Serie A.

### Nazionale
Matuzalém non è mai stato convocato dalla Nazionale brasiliana, anche se è stato una colonna nelle rappresentative giovanili compiendo, insieme all'amico Ronaldinho, l'intera trafila. Insieme vincono nel 1997 il Campionato mondiale con la Nazionale Under-17 verde-oro e partecipano al campionato del mondo Under-20 1999 con la nazionale di categoria.

## Controversie
Oltre a essersi reso protagonista di diversi episodi negativi nel corso della sua carriera calcistica sia dentro che fuori dal campo, nel settembre 2019 ha pubblicato un post su Instagram dove esibiva come trofei le caviglie di Cristian Brocchi e Nenad Krstičić.
Il 25 ottobre 2013 gli è stata ritirata la patente in quanto è stato trovato positivo all'alcool test con un tasso di 1,9 contro 0,5 che è il massimo consentito.

## Statistiche

### Presenze e reti nei club
| Stagione                | Squadra                 | Campionato              | Campionato | Campionato | Coppe nazionali | Coppe nazionali | Coppe nazionali | Coppe continentali | Coppe continentali | Coppe continentali | Altre coppe | Altre coppe | Altre coppe | Totale | Totale |
| Stagione                | Squadra                 | Comp                    | Pres       | Reti       | Comp            | Pres            | Reti            | Comp               | Pres               | Reti               | Comp        | Pres        | Reti        | Pres   | Reti   |
| ----------------------- | ----------------------- | ----------------------- | ---------- | ---------- | --------------- | --------------- | --------------- | ------------------ | ------------------ | ------------------ | ----------- | ----------- | ----------- | ------ | ------ |
| 1997-1998               | Vitoria                 | A                       | 1          | 0          | CB              | 2               | 0               | -                  | -                  | -                  | -           | -           | -           | 3      | 0      |
| 1998-1999               | Vitoria                 | A                       | 13         | 0          | CB              | 3               | 0               | -                  | -                  | -                  | -           | -           | -           | 16     | 0      |
| Totale Vitoria          | Totale Vitoria          |                         | 14         | 0          |                 | 5               | 0               |                    | -                  | -                  |             | -           | -           | 19     | 0      |
| mar.-giu. 1999          | Bellinzona              | C                       | 7          | 2          | -               | -               | -               | -                  | -                  | -                  | -           | -           | -           | 7      | 2      |
| 1999-2000               | Napoli                  | B                       | 26         | 0          | CI              | 7               | 0               | -                  | -                  | -                  | -           | -           | -           | 33     | 0      |
| 2000-2001               | Napoli                  | A                       | 27         | 1          | CI              | 2               | 0               |                    | -                  | -                  | -           | -           | -           | 29     | 1      |
| Totale Napoli           | Totale Napoli           |                         | 53         | 1          |                 | 9               | 0               |                    | -                  | -                  |             | -           | -           | 62     | 1      |
| 2001-2002               | Piacenza                | A                       | 28         | 3          | CI              | 1               | 0               | -                  | -                  | -                  | -           | -           | -           | 29     | 3      |
| 2002-2003               | Brescia                 | A                       | 30         | 0          | CI              | 2               | 1               | -                  | -                  | -                  | -           | -           | -           | 32     | 1      |
| 2003-2004               | Brescia                 | A                       | 30         | 3          | CI              | 2               | 0               | Int                | 2                  | 0                  | -           | -           | -           | 34     | 3      |
| Totale Brescia          | Totale Brescia          |                         | 60         | 3          |                 | 4               | 1               |                    | 2                  | 0                  |             | -           | -           | 66     | 4      |
| 2004-2005               | Shakthar Donetsk        | VL                      | 24         | 8          | KU              | 4               | 0               | UCL+CU             | 8+4                | 2+1                | SU          | 1           | 0           | 41     | 11     |
| 2005-2006               | Shakthar Donetsk        | VL                      | 28         | 10         | KU              | 4               | 1               | UCL+CU             | 2+8                | 0                  | SU          | 1           | 0           | 43     | 11     |
| 2006-2007               | Shakthar Donetsk        | VL                      | 16         | 7          | KU              | 6               | 2               | UCL+CU             | 7+4                | 2+2                | SU          | 1           | 0           | 34     | 13     |
| Totale Shakthar Donetsk | Totale Shakthar Donetsk | Totale Shakthar Donetsk | 68         | 25         |                 | 14              | 3               |                    | 33                 | 7                  |             | 3           | 0           | 118    | 35     |
| 2007-2008               | Real Saragozza          | PD                      | 14         | 1          | CR              | 1               | 0               | -                  | -                  | -                  | -           | -           | -           | 15     | 1      |
| 2008-2009               | Lazio                   | A                       | 14         | 0          | CI              | 3               | 0               | -                  | -                  | -                  | -           | -           | -           | 17     | 0      |
| 2009-2010               | Lazio                   | A                       | 18         | 1          | CI              | 0               | 0               | UEL                | 5                  | 1                  | SI          | 1           | 1           | 24     | 3      |
| 2010-2011               | Lazio                   | A                       | 22         | 0          | CI              | 1               | 0               | -                  | -                  | -                  | -           | -           | -           | 23     | 0      |
| 2011-2012               | Lazio                   | A                       | 21         | 1          | CI              | 2               | 0               | UEL                | 6                  | 0                  | -           | -           | -           | 29     | 1      |
| 2012-gen. 2013          | Lazio                   | A                       | -          | -          | CI              | -               | -               | UEL                | -                  | -                  | -           | -           | -           | -      | -      |
| Totale Lazio            | Totale Lazio            | Totale Lazio            | 75         | 2          |                 | 6               | 0               |                    | 11                 | 1                  |             | 1           | 1           | 93     | 4      |
| gen.-giu. 2013          | Genoa                   | A                       | 15         | 1          | CI              | -               | -               | -                  | -                  | -                  | -           | -           | -           | 15     | 1      |
| 2013-2014               | Genoa                   | A                       | 21         | 0          | CI              | 0               | 0               |                    | -                  | -                  | -           | -           | -           | 21     | 0      |
| Totale Genoa            | Totale Genoa            | Totale Genoa            | 36         | 1          |                 | 0               | 0               |                    | -                  | -                  |             | -           | -           | 36     | 1      |
| 2014-2015               | Bologna                 | B                       | 34+4       | 0          | CI              | 1               | 0               | -                  | -                  | -                  | -           | -           | -           | 39     | 0      |
| 2015-gen. 2016          | Verona                  | A                       | 7          | 0          | CI              | 0               | 0               | -                  | -                  | -                  | -           | -           | -           | 7      | 0      |
| gen.-giu. 2016          | Miami FC                | NASL                    | 3          | 0          | -               | -               | -               | -                  | -                  | -                  | -           | -           | -           | 3      | 0      |
| dic. 2016-2017          | Monterosi               | D                       | 10+1       | 2+1        | CI-D            | -               | -               | -                  | -                  | -                  | -           | -           | -           | 11     | 3      |
| 2017-2018               | Monterosi               | D                       | 18         | 1          | CI+CI-D         | 0+1             | 0               | -                  | -                  | -                  | -           | -           | -           | 19     | 1      |
| Totale Monterosi        | Totale Monterosi        | Totale Monterosi        | 28+1       | 3+1        |                 | 1               | 0               |                    | -                  | -                  |             | -           | -           | 30     | 4      |
| Totale carriera         | Totale carriera         | Totale carriera         | 427+5      | 41+1       |                 | 42              | 4               |                    | 46                 | 8                  |             | 4           | 1           | 524    | 55     |

## Palmarès

### Club
- Campionato Baiano: 2

Vitória: 1997, 1999
- Copa do Nordeste: 2

Vitória: 1997, 1999
- Campionato ucraino: 2

Shakthar Donetsk: 2004-2005, 2005-2006
- Supercoppa d'Ucraina: 1

Shakthar Donetsk: 2005
- Coppa Italia: 1

Lazio: 2008-2009
- Supercoppa italiana: 1

Lazio: 2009

### Nazionale
- Campionato mondiale Under-17: 1

1997